# 赫氏準裂腹魚
赫氏準裂腹鱼（学名：Schizothorax huegelii）为輻鰭魚綱鯉形目鲤科裂腹鱼属的其中一種。該物種分布於亞洲喀什米爾，體長可達30公分，棲息在高山溪流。